# Прусице
Прусице (пол. Prusice, нем. Prausnitz) — город в Польше, входит в Нижнесилезское воеводство, Тшебницкий повят. Имеет статус городско-сельской гмины. Занимает площадь 10,94 км². Население — 2216 человек (на 2004 год).

## Галерея

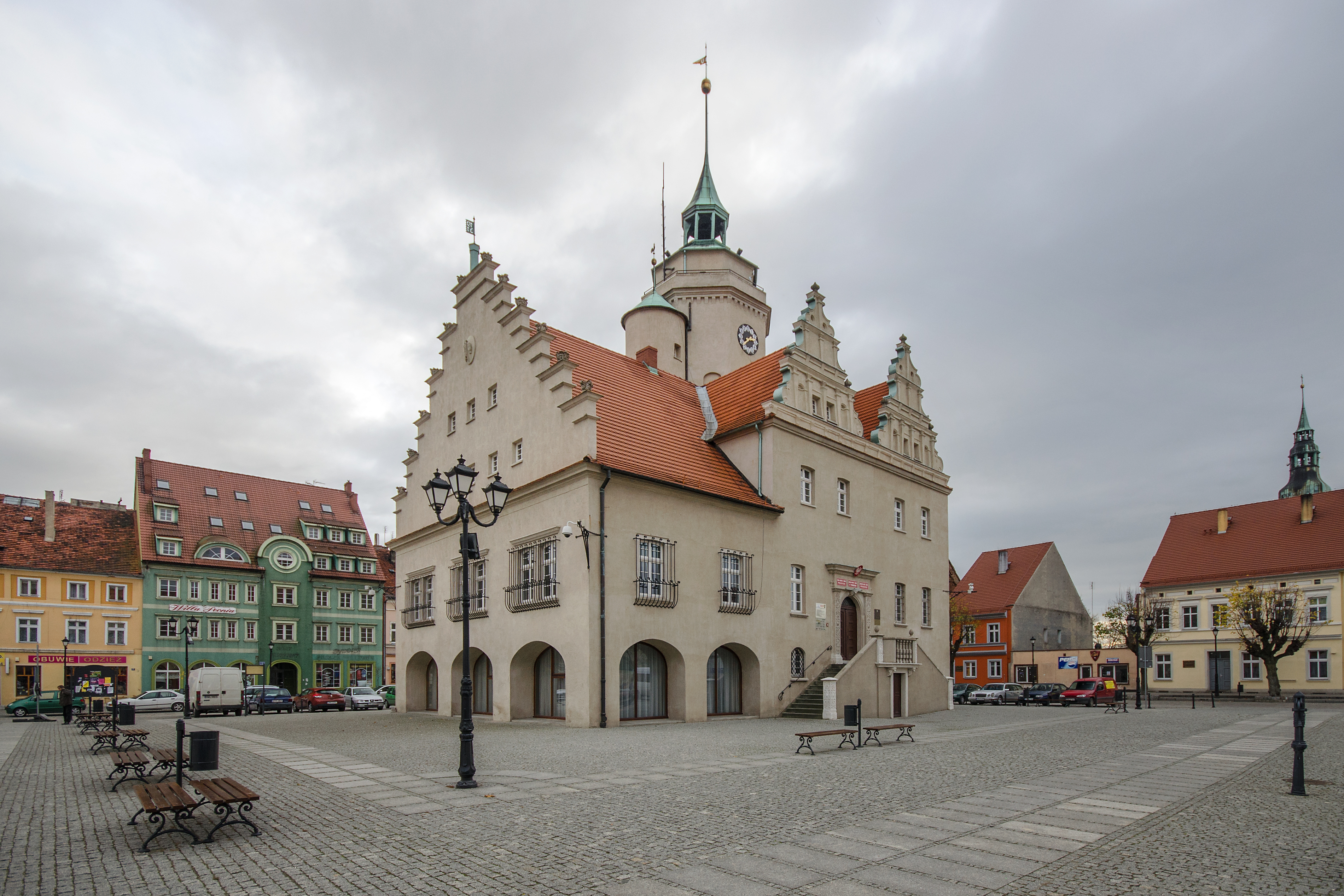
Ратуша и рыночная площадь
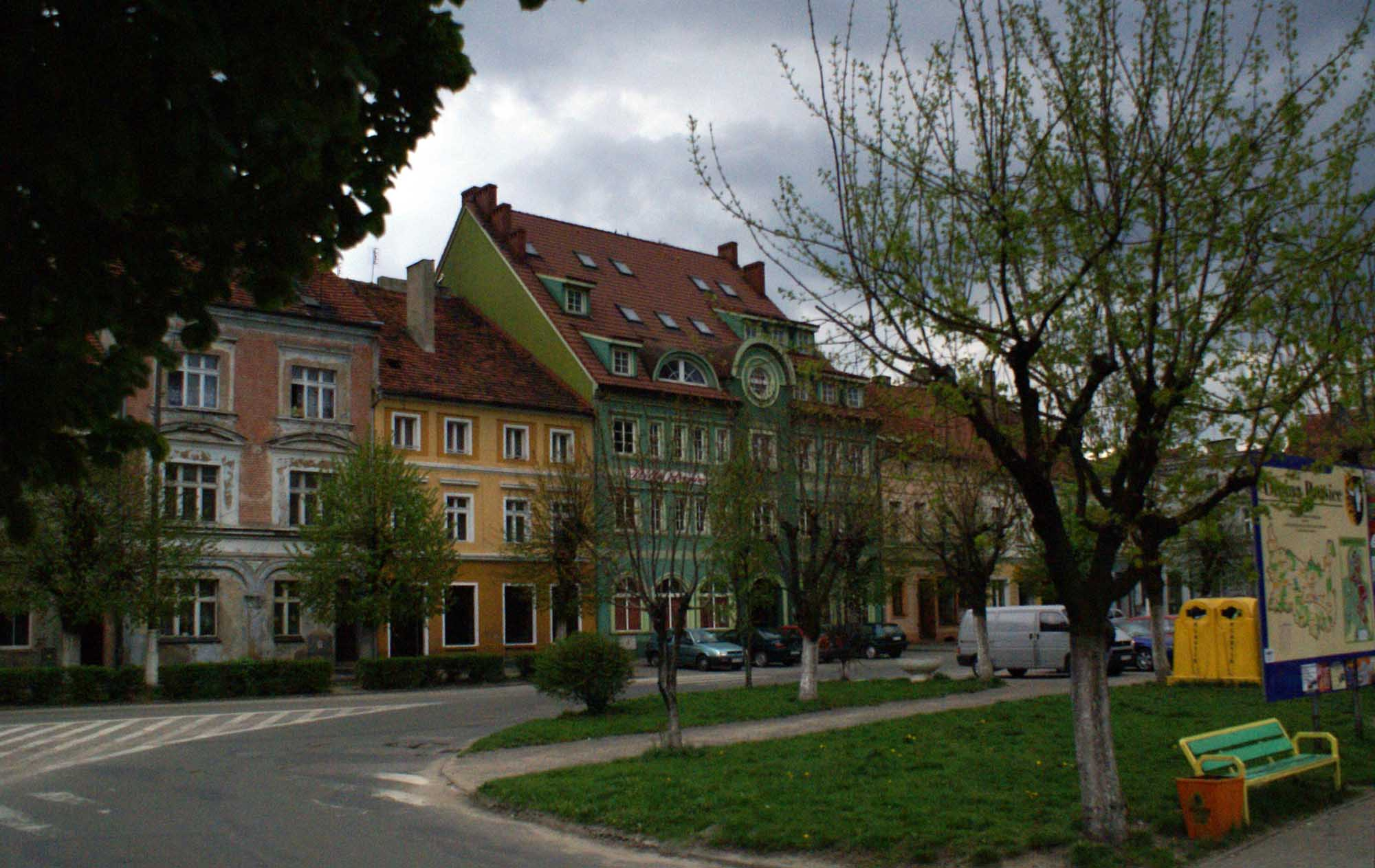
Старые дома
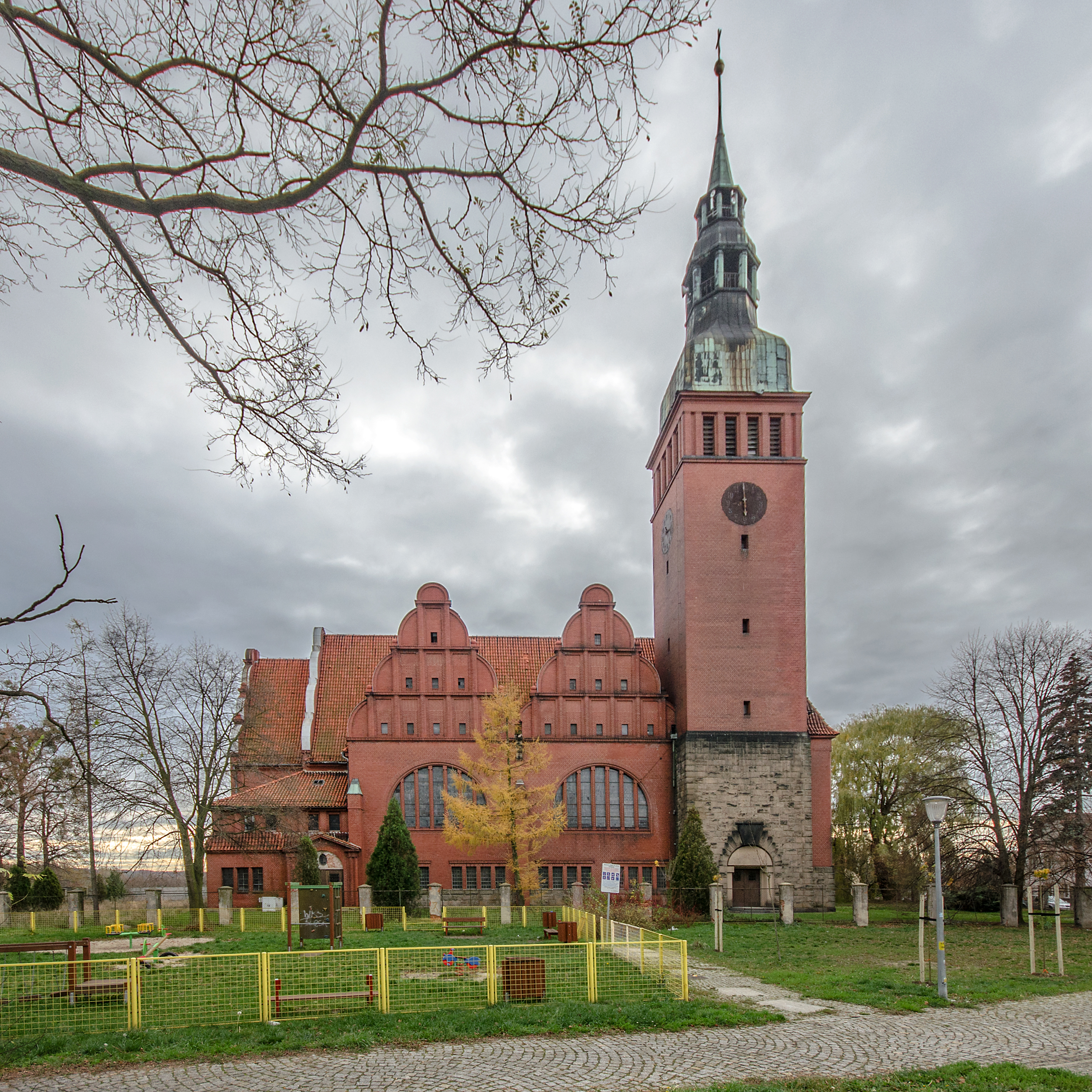
Костёл Св. Йозефа
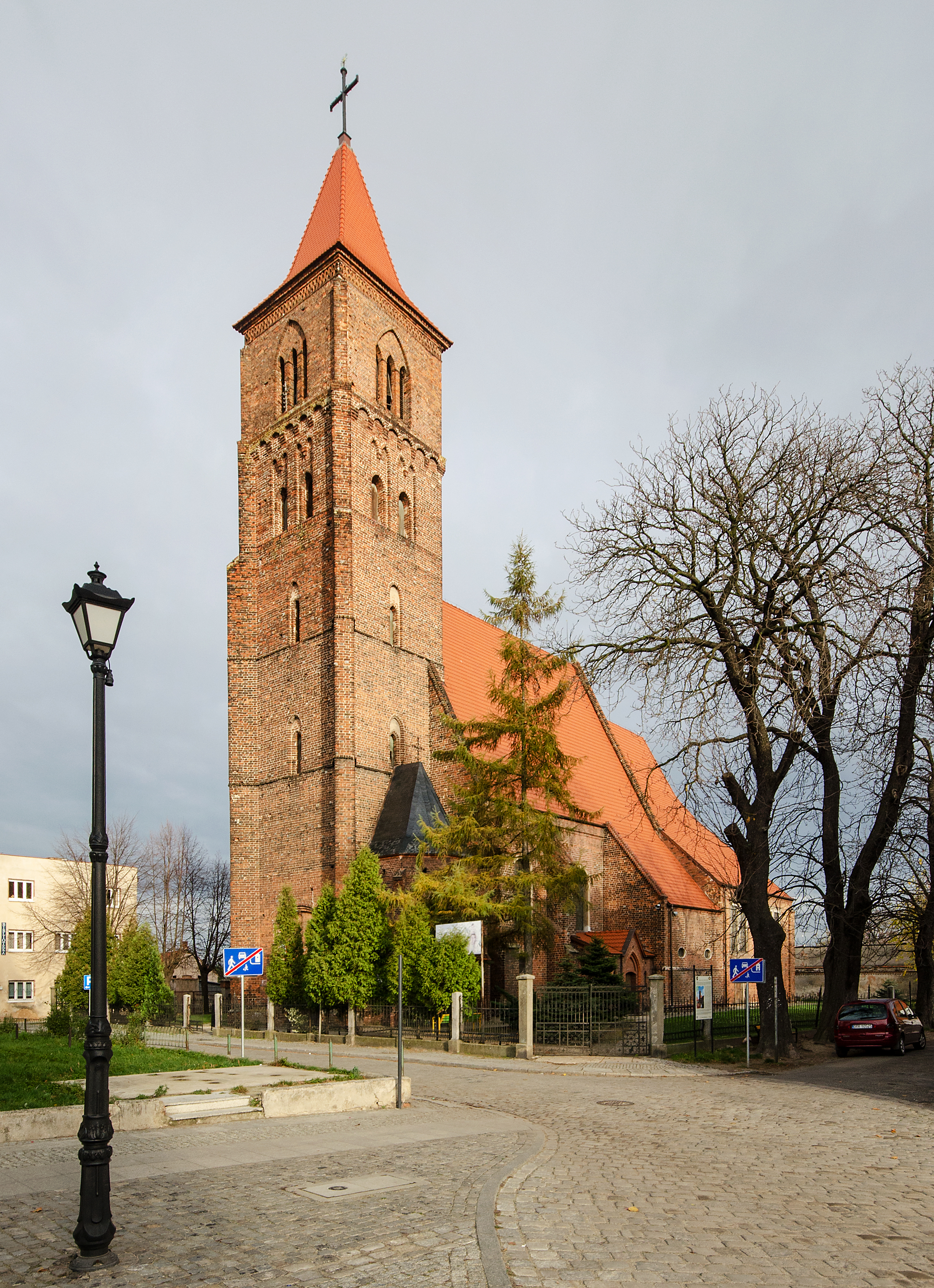
Костёл Св. Якова
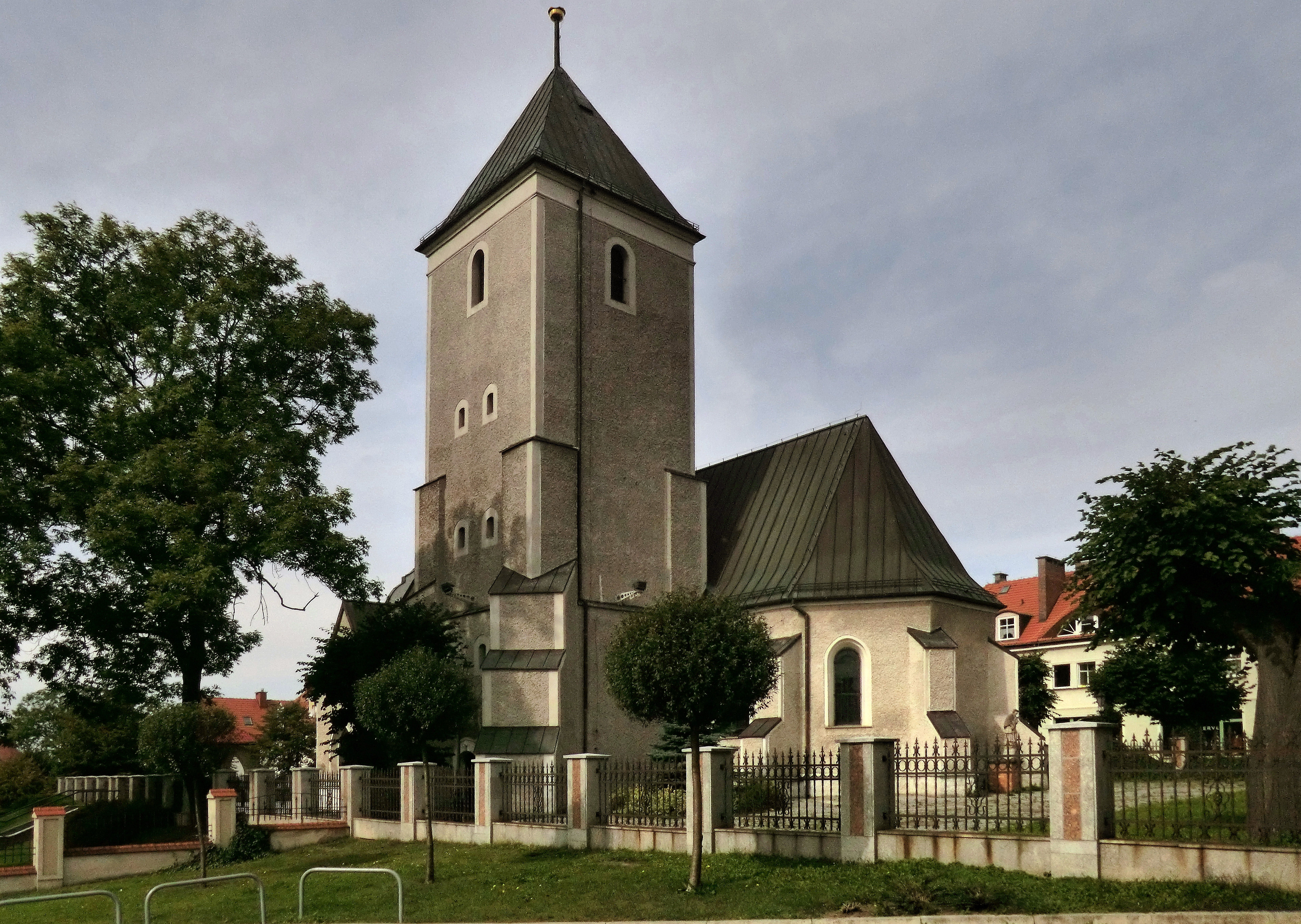
Костёл Св. Архангела Михаила